# Sepharial
Sepharial oder Walter Gornold bzw. Walter Gorn Old (Pseudonyme, eigentlich Walter Richard Old) (* 20. März 1864 in Handsworth (heute zu Birmingham), England; † 23. Dezember 1929 in Hove, England) war ein englischer Autor, Astrologe und Theosoph. 

## Leben und Wirken

### Kindheit, Ehe, Kinder
Walter Richard Old wurde am 20. März 1864 in Handsworth, heute ein Stadtteil von Birmingham, als eines von sechs Kindern von George († 1868) und Amelia Old († 1891) geboren. Der Vater war Herrenausstatter, die Familie lebte in guten finanziellen Verhältnissen. Nach Besuch der Grundschule absolvierte Old eine Lehre bei einem Drogisten in Birmingham. Welcher Tätigkeit er nach seiner Lehre nachging ist unklar.
Im Juni 1896 heiratete er Marie Moore. Aus der Ehe gingen sechs Kinder hervor.

### Der Theosoph
Im Jahr 1887 begann Old einen Briefwechsel mit Helena Blavatsky, besuchte diese daraufhin in London und verfiel sofort ihrem Charisma. Er trat der Blavatsky Lodge bei, stieg nach kurzer Zeit zum Vizepräsidenten der Loge auf und war von 1890 bis 1891, nach Archibald Keightley, Generalsekretär der britischen Sektion der Theosophischen Gesellschaft (British Section of the Theosophical Society). Von Dezember 1890 bis Juli 1891 war er Herausgeber der theosophischen Zeitschrift The Vahan.
Im Jahr 1892 reiste er nach Indien, um Henry Steel Olcott, den Präsidenten der Theosophischen Gesellschaft, zu unterstützen. Dort verstrickte er sich in der Judge Case, einem Skandal um angeblich von William Quan Judge gefälschte Meisterbriefe der Meister der Weisheit. Im April 1894 kehrte Old nach England zurück, übergab Edmund Garrett von der Zeitung Westminster Gazette schriftliches Material zur Judge Case und erklärte diesem aus seiner Sicht die ganze Angelegenheit. Im Oktober 1894 begann Garrett in der Gazette mit der Veröffentlichung des Stoffes, der die Meister der Weisheit als Scharlatanerie und die Theosophische Gesellschaft in ein schiefes Licht rückte. Die Folge war, dass eine Reihe von Logen zusammenbrachen und zahlreiche Mitglieder der Theosophischen Gesellschaft den Rücken kehrten. In dieser Zeit wurde Old aus der Theosophischen Gesellschaft ausgeschlossen. Da er sich wegen der Weitergabe der Dokumente einer Reihe von Angriffen ausgesetzt sah, änderte er 1894/95 seinen Namen auf Walter Gornold, auch Walter Gorn Old geschrieben, und verließ London.

### Der Astrologe
Von Jugend an interessierte sich Old für Esoterik, vor allem Astrologie, Numerologie und Okkultismus und bildete sich autodidaktisch weiter. Bereits als dreiundzwanzigjähriger veröffentlichte er sein erstes Buch über Astrologie (im Jahr 1887) unter dem Pseudonym Sepharial; dieser Name machte ihn bekannt. Insgesamt schrieb er 58 Bücher, darunter mehrere astrologische Grundlagenwerke, die ihre Gültigkeit bis heute behalten haben. Dazu veröffentlichte er eine Reihe von Artikeln und Aufsätzen in verschiedenen Zeitungen und Zeitschriften wie z. B. dem British Journal of Astrology oder Old Moore's Almanack.

## Werke (Auswahl)
- A manual of occultism. Rider, London 1972, ISBN 0-09-110910-8.
- Symbolische Tierkreisgrade, die Deutung der 360 Grade des Horoskops. Chiron-Verlag, Tübingen 2004, ISBN 3-89997-107-8.
- The science of numerology. Borgo Press, San Bernardino 1986, ISBN 0-89370-692-2.
- The kabala of numbers. Cosimo, New York 2005, ISBN 1-59605-404-2. (Reprint von 1913)
- Your fortune in your name, or, Kabalistic-astrology, being the Hebraic method of divination by the power of sound, number, and planetary influence. Borgo Press, San Bernardino 1981, ISBN 0-89370-656-6.
- "The Manual of Astrology", W. Foulsham, Slough, Berks. reissued 1997. ISBN 0-572-01029-X